# Elisa Lucinda
Elisa Lucinda Campos Gomes ORB (Cariacica, 2 de fevereiro de 1958) é uma atriz, poetisa, escritora e cantora brasileira. Reconhecida no meio musical e de atuação por seus trabalhos em cinema, televisão e teatro, é vencedora de um Kikito do Festival de Gramado por Por que Você Não Chora?, e um Troféu Raça Negra, na categoria Teatro.
Em 2020, Elisa foi galardoada com o Prêmio Especial do Júri do Festival de Cinema de Gramado pelo conjunto de obra. Também foi laureada no cinema pelo filme A Última Estação, de Marcio Curi, no qual protagoniza o personagem Cissa. O filme abriu o Festival de Brasília de 2012.

## Biografia

### Início
Nascida em uma família de classe média, filha de um professor de português e latim, Elisa interessou-se pela poesia desde cedo. Aos dez anos, frequentou aulas de declamação, ou melhor, "interpretação teatral de poesia", como preferia a professora, Maria Filina Salles Sá de Miranda.
Cursou Comunicação Social na Universidade Federal do Espírito Santo (UFES), tornando-se jornalista na década de 1980. Também trabalhou como professora.
Disposta a seguir a carreira de atriz, mudou-se para o Rio de Janeiro em 1986, para viver numa vila no bairro da Tijuca.

## Carreira

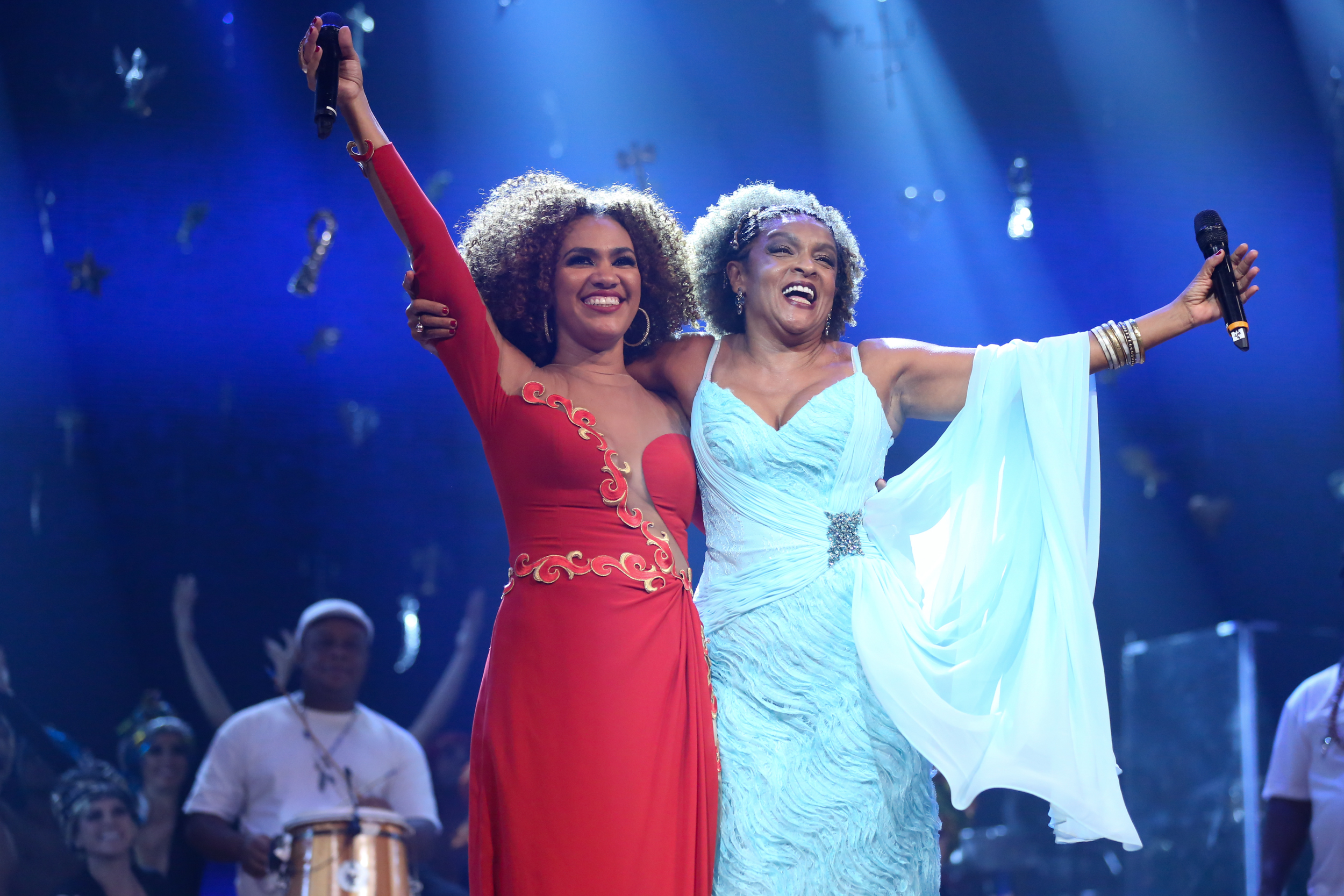
Mariene de Castro e Elisa Lucinda,no 26° Prêmio da Música Brasileira, no Rio de Janeiro, em 2015.

No Rio, cursou interpretação teatral Casa das Artes de Laranjeiras (CAL). Trabalhou em algumas peças teatrais, como Rosa, um Musical Brasileiro, sob direção de Domingos de Oliveira, e Bukowski, Bicho Solto no Mundo, sob direção de Ticiana Studart. Também integrou o elenco do filme A Causa Secreta, de Sérgio Bianchi.
Seu primeiro trabalho na televisão foi na telenovela Kananga do Japão, em 1989, na extinta Rede Manchete. Após a participação nas minisséries Mãe de Santo e Escrava Anastácia., da TV Manchete, migrou para o SBT para participar da telenovela Sangue do Meu Sangue. Após a passagem pela emissora de Silvio Santos, Lucinda fez sua estreia na TV Globo, no programa Você Decide. Após sua estreia na emissora, integrou o elenco da série Mulher.
Após se firmar na emissora, a atriz ficou muito identificada com o autor de novelas Manoel Carlos. Na novela Mulheres Apaixonadas, a atriz viveu Pérola Rodrigues, uma cantora e ex-mulher de Téo (Tony Ramos) e mãe de Luciana (Camila Pitanga). No ano de 2006, a atriz realizou seu segundo trabalho em um folhetim de Maneco, na novela Páginas da Vida. Na novela, interpretou a médica Selma que tinha um relacionamento com o também médico Lucas (Paulo Cesar Grande) e era melhor amiga da protagonista Helena (Regina Duarte). Por ser interpretada por uma mulher negra e ter uma posição de destaque profissional, a personagem discutiu o racismo presente na sociedade brasileira. Três anos depois, participou de mais uma novela de Maneco, Viver a Vida, onde viveu a personagem Rita.
No ano de 2011, integrou o elenco de Insensato Coração onde interpretou Vilma, mãe de Carol (Camila Pitanga) e Alice (Paloma Bernardi), interpretando pela segunda vez em um folhetim o personagem de mãe de Camila Pitanga. No ano seguinte, na novela Aquele Beijo, escrita por Miguel Falabella, interpretou Diva, tornando-se a primeira vilã na carreira de Elisa.
Em 2013, na novela de época Lado a Lado, interpretou Norma, onde interpretou a mãe de Fernando (Caio Blat), um personagem racista que é filho biológico de uma mãe negra. Em 2014, interpretou a Rainha Cupim, em Tromba Trem -  trabalho de dublagem numa produção animada brasileira.
Após três anos, em 2017, voltou a Globo para interpretar Januária Herman, mãe de Edgar (Marcelo Mello Jr.), em que a atriz era contrária ao namoro do filho com Olímpia (Sabrina Petraglia) no folhetim Tempo de Amar.
Em 2021, a atriz fez sua estreia nos streamings, na série Manhãs de Setembro exibida pelo Prime Video em que Elisa interpreta a voz da cantora Vanusa em tom de narração na série. Também no Prime participou de dois episódios na série Desjuntados como Dona Rita.
Em parceria com Geovana Pires e Denise Stutz, assina a dramaturgia da peça teatral Perigosas Damas.

### Ecletismo
No ano de 1998, fundou a Casa Poema, instituição socioeducativa cujo método capacita vários profissionais desenvolvendo sua capacidade de expressão e sua formação cidadã, através da poesia falada. A atriz, em parceria com a Organização Internacional do Trabalho (OIT), tem desenvolvido o projeto "Palavra de Polícia, Outras Armas", onde ensina poesia falada aos policiais, procurando alinhá-los aos princípios dos direitos humanos e transformar antigos modos operacionais em relação ao gênero e à raça.
Elisa Lucinda é considerada a artista da sua geração que mais populariza poesia. Seu modo coloquial de se expressar faz com que o mais complexo pensamento ganhe fácil compreensão. Junto com Geovana Pires ela criou a Companhia da Outra, grupo teatral que desenvolve sua linguagem de teatro essencial através da poesia. Fez várias apresentações teatrais, com declamação de seus poemas, algumas das quais com a participação especial de Paulo José. No mesmo formato, apresentou em seguida Euteamo e O Semelhante.
Em 2006, Lucinda foi agraciada pelo então presidente Luiz Inácio Lula da Silva (PT) com uma admissão à Ordem de Rio Branco no grau de Oficial suplementar por méritos como poetisa.
Em 2011, foi entrevistada no programa online Filossofá - Desertores do Cotidiano, gravado em um sofá, sobre as dunas de Itaúnas, no Espírito Santo. Itaúnas é o lugar em que Elisa passa as férias e onde mantém uma Casa-Poema.
Convidada pela Fundação Nacional de Artes (Funarte) para representar o Brasil no Ano Brasil–Portugal, a artista realizou uma turnê em cinco cidades daquele país em outubro de 2012. Na sua volta ao Brasil, recebeu um convite da presidente Dilma Rousseff (PT) para ser mestre de cerimônia, junto com o ator José de Abreu e a então Ministra da Cultura Marta Suplicy (PT), na Ordem do Mérito Cultural (OMC), em Brasília.
Como cantora e intérprete, excursionou com o show A letra que eu canto, com o maestro e pianista João Carlos Coutinho, e com o show Ô Danada, ao lado do amigo Marcus Lima, músico, cantor e compositor.

## Vida pessoal
Na eleição presidencial de 2014, apoiou a reeleição Dilma Rousseff (PT) em detrimento da candidatura de Aécio Neves (PSDB). No ano de 2016, posicionou-se de maneira contrária ao Impeachment de Dilma Rousseff. Na eleição presidencial de 2018, declarou seu apoio ao petista Fernando Haddad.
Em 2019, escreveu uma carta aberta para o magistrado Leandro Paulsen, desembargador do Tribunal Regional Federal da 4ª Região (TRF-4) que utilizou um poema de Elisa para aferir a condenação do ex-presidente Lula. Para Elisa, a utilização de seu poema foi um "mico" e "expõe a ignorância do citador".
A atriz mora no Rio de Janeiro, cidade que escolheu viver desde meados dos anos 1980. É candomblecista. Foi casada com o psicanalista Zanandré Avancini, entre 1981-1984, com quem teve um filho, Juliano; e depois com o psiquiatra José Ignácio Tavares Xavier, entre 1993-2004.

## Filmografia

### Televisão
| Ano       | Título               | Personagem                 | Notas                                   |
| --------- | -------------------- | -------------------------- | --------------------------------------- |
| 1989      | Kananga do Japão     | Suely                      |                                         |
| 1990      | Escrava Anastácia    | Ermelinda / Atunji         |                                         |
| 1990      | Mãe de Santo         | Gildete                    |                                         |
| 1995      | Sangue do Meu Sangue | Beatriz                    |                                         |
| 1997      | Você Decide          | Denise                     | Episódio: "Preconceito"                 |
| 1998      | Mulher               | Helena                     | Episódio: "Jogos Proibidos"             |
| 2003      | Mulheres Apaixonadas | Pérola de Cássia Rodrigues |                                         |
| 2006      | Páginas da Vida      | Drª. Selma Araújo          |                                         |
| 2007      | Faça Sua História    | Astéria                    | Episódio: "O Estouro da Boiada"         |
| 2009      | Viver a Vida         | Rita                       | Episódios: "24 de outubro"              |
| 2011      | Insensato Coração    | Vilma Miranda              | Episódio: "12–13 de abril"              |
| 2012      | Aquele Beijo         | Diva de Souza              |                                         |
| 2013      | Lado a Lado          | Norma                      | Episódios: "6–9 de fevereiro"           |
| 2014–2017 | Tromba Trem          | Rainha Cupim (voz)         |                                         |
| 2017      | Tempo de Amar        | Januária Herman            |                                         |
| 2021      | Desjuntados          | Rita                       | Episódios: "Desapegar" "Despertar"      |
| 2021–2022 | Manhãs de Setembro   | Vanusa / Aparecida         |                                         |
| 2022      | Não Foi Minha Culpa  | Elvira                     |                                         |
| 2023      | Vai na Fé            | Marlene da Silva           |                                         |
| 2023      | Tributo              | Ela mesma                  | Episódio: "Léa Garcia"                  |
| 2025      | Falas Femininas      | Lélia Gonzalez             | Especial do Dia Internacional da Mulher |
| 2025      | Dona Beja            | Flaviana                   |                                         |

### Cinema
| Ano  | Título                            | Papel              |
| ---- | --------------------------------- | ------------------ |
| 1988 | Referência                        | Empregada          |
| 1990 | Barrela                           | Mulher do Portuga  |
| 1994 | A Causa Secreta                   | Atriz na peça      |
| 1997 | O Testamento do Senhor Napumoceno | Dona Jóia          |
| 2001 | A Morte da Mulata                 | Mulata             |
| 2002 | Seja o que Deus Quiser            | Mãe de PQD         |
| 2003 | As Alegres Comadres               | Sra. Rocha         |
| 2003 | Gregório de Matos                 | Mulher na rua      |
| 2008 | Maré, Nossa História de Amor      | Dona Maria         |
| 2012 | A Última Estação                  | Ciça               |
| 2015 | O Fim e os Meios                  | mãe de Cris        |
| 2016 | Mulheres no Poder                 | Rosário            |
| 2018 | Talvez uma História de Amor       | Simone             |
| 2019 | Alfazema                          | Deus               |
| 2020 | Atrás da Sombra                   | Dalva              |
| 2020 | Por que Você Não Chora?           | —                  |
| 2021 | Vagalumes                         | —                  |
| 2022 | Tromba Trem: O Filme              | Rainha Cupim (voz) |
| 2022 | O Pai da Rita                     | Neide              |
| 2023 | Nas Ondas da Fé                   | Bispa Maura        |
| 2024 | Meninas Não Choram                | Diretora           |

## Teatro
- A Hora Agá
- Pode Café
- O Mar não tá pra Preto
- Há uma na Madrugada
- Coisa de Mulher
- Sem Telefone mas com Fio
- Te Pego pela Palavra
- Aviso da Lua que menstrua
- Dona da Frase
- Luz do Só
- Sósias dos Sonhos
- O Semelhante
- Capixabaéchique
- Euteamo
- Semelhante
- Parem de Falar Mal da Rotina
- A Fúria da Beleza
- A Natureza do Olhar
- A paixão Segundo Adélia Prado
- L, O Musical

## Discografia

### CDs de poesias
- O Semelhante[nota 1]
- Euteamo e suas estreias[nota 2]
- Notícias de Mim[nota 3]
- Estação Trem - Música[nota 4]
- Ô Danada[nota 5]

## Prêmios e indicações
| Ano  | Associações                             | Categoria                    | Nomeações               | Resultado |
| ---- | --------------------------------------- | ---------------------------- | ----------------------- | --------- |
| 2020 | Festival de Cinema de Gramado           | Prêmio Especial do Júri      | Conjunto da obra        | Venceu    |
| 2020 | Festival de Cinema de Gramado           | Melhor Atriz Coadjuvante     | Por que Você Não Chora? | Indicada  |
| 2021 | Festival Internacional de Cinema do Rio | Melhor Atriz Coadjuvante     | O Pai da Rita           | Indicada  |
| 2023 | Troféu Raça Negra                       | Melhor Atriz                 | Vai na Fé               | Venceu    |
| 2024 | Prêmio iBest                            | Influenciador Espírito Santo | Elisa Lucinda           | Pendente  |